# Mesomima albifrons
Mesomima albifrons là một loài bướm đêm trong họ Geometridae.